# Lanzahíta
Lanzahíta es un municipio y localidad española de la provincia de Ávila, en la comunidad autónoma de Castilla y León.  El término municipal tiene una población de 788 habitantes (INE 2024).

## Símbolos
El escudo y bandera municipales fueron aprobados oficialmente por decreto el 1 de julio de 1994. El blasón en el que se basa el escudo es el siguiente:

Escudo de plata, sobre una terraza en su color, una lanza adiestrada, armada de plata y fustada de su color, ostentando un confalón de Castilla y León; todo perfilado de sable. Al timbre, la Corona Real Española.
Boletín Oficial de Castilla y León nº 150 de 4 de agosto de 1994

La bandera se define así:

Bandera rectangular: De proporción 2:3, cuartelada de rojo y blanco; al centro, el escudo municipal en sus colores.
Boletín Oficial de Castilla y León nº 150 de 4 de agosto de 1994

## Geografía
La localidad  está situada a una altitud de 448 m sobre el nivel del mar en el sur de la provincia de Ávila y también en la vertiente sur de la sierra de Gredos. Se conoce a la localidad con el sobrenombre de «Corazón del Tiétar».
| Noroeste: Mombeltrán                     | Norte: Pedro Bernardo | Noreste: Pedro Bernardo                     |
| Oeste: Santa Cruz del Valle y Mombeltrán |                       | Este: Pedro Bernardo                        |
| Suroeste: Arenas de San Pedro            | Sur: Mombeltrán       | Sureste: Buenaventura (provincia de Toledo) |

Por el municipio discurre la garganta de la Eliza.

### Comunicaciones
Está comunicada directamente con Madrid a través de la carretera de los pantanos (M-501/CL-501), junto a la que se encuentra la localidad. Otra forma de conexión con la capital es a través de la autovía la A-5 (autovía de Extremadura) vía Talavera de la Reina (mediante los desvíos sucesivos a la carretera N-502 y a la CL-501).

## Historia

### Prehistoria
El municipio de Lanzahíta registra un largo historial de presencia humana que se remonta por lo menos al Neolítico: Se han encontrado restos de utensilios de este periodo y también del Calcolítico y la Edad del Bronce. Es de reseñar el dolmen de Robledoso —también conocido localmente como el «Sepulcro del Moro»—, una muestra de megalitismo (grupo megalítico de la cuenca del Tajo) fechada en la transición entre el Neolítico y el inicio de la Edad del Cobre.

### Edad Media
Los primeros documentos escritos donde se menciona a Lanzahíta datan del año 1250, año en el cual la localidad aparecería en el diezmario elaborado por Gil Torres para anotar las rentas que recibía la diócesis de Ávila. En 1393 pasó a formar parte de la villa de Colmenar de las Ferrerías —futura Mombeltrán— junto con las localidades de Serranillos y Las Torres.

### Edad Moderna
Lanzahíta obtuvo la carta de villazgo en el año 1679, otorgada por el rey Carlos II, por lo que fue concedida a Lanzahíta jurisdicción civil y criminal con término propio, independizándose de la villa de Mombeltrán.

### Edad Contemporánea
Hacia mediados del siglo XIX, la villa tenía contabilizada una población de 392 habitantes. Aparece descrita en el décimo volumen del Diccionario geográfico-estadístico-histórico de España y sus posesiones de Ultramar de Pascual Madoz de la siguiente manera:

LANZAHITA: v. con ayunt. de la prov. y dióc. de Avila (11 leg.), part. jud. de Arenas de San Pedro (3), aud. terr. de Madrid (21), c. g. de Castilla la Vieja (Valladolid 30): sit. en terreno bastante pantanoso; la combaten los vientos S. y O. y su clima es poco sano; padeciéndose por lo comun intermitentes, tercianas, cuartanas, hidropesias y dolores de costado. Tiene sobre 115 á 120 casas de mediana construccion; la de ayunt., cárcel, escuela de instruccion primaria comun á ambos sexos, á la que concurren 30 alumnos que se hallan á cargo de un maestro dotado con 2,000 rs.; una fuente destruida dentro del pueblo, y 11 en su térm. de escelentes aguas muy delgadas y dulces, y una igl. parr. (San Juan Bautista) servida por un párroco, cuyo curato es de entrada y de provision ordinaria; hay ademas un capellan tonsurado, que obtiene una capellanía de sangre [...] El térm. confina N. Pedro Bernardo á 1 leg.; E. Buenaventura á igual dist.; S. Montes claros á 2, y O. Sta. Cruz del valle á 3, se estiende 1/2 leg. de N. á S.; igual dist. de E. á O. y comprende la casa llamada de Gata, los desp. Las Torres y San Juan; un monte muy espeso, titulado el Roble; otro de encina llamado la Dehesa; otro pequeño de pinos en un sitio conocido por la Abantera y varias huertas y árboles frutales de todas clases; una garganta llamada de la Eliza, atraviesa el térm. cuyas aguas se utilizan para el riego de las huertas y árboles frutales; tiene su nacimiento en un sitio llamado el Lagarejo y desemboca en el Tietar, sin variar de nombre: el terreno es montuoso y bastante feraz. caminos: los que dirigen á los pueblos limítrofes en buen estado: el correo se recibe de la adm. de Mombeltran por la balija de Pedro Bernardo, 3 veces á la semana. prod.: trigo, centeno, garbanzos, algo de vino, aceite, toda clase de hortalizas y frutas: mantiene ganado lanar, vacuno, cabrío y de cerda; cria caza de liebres, conejos y perdices, jabalíes, lobos y otros animales dañinos. ind. y comercio: la agrícola; 5 molinos harineros y del pimiento, 2 de aceite, 8 o 10 sequeros, esportacion de los frutos sobrantes, importacion de pescado, arroz, quincalla y algunos otros art. de que carecen los vec. pobl.: 80 vec., 392 alm. cap. prod.: 1.332,500 rs. imp.: 77,300. ind. y fabril 7,575. contr.: 8,703 rs con 31 mrs.
(Madoz, 1847, pp. 67-68)

## Demografía
Lanzahita cuenta con una población de 788 habitantes (INE 2024).
| Gráfica de evolución demográfica de Lanzahita entre 1842 y 2021                                                       |
| |
| Población de derecho según los censos de población del INE. Población de hecho según los censos de población del INE. |

## Patrimonio

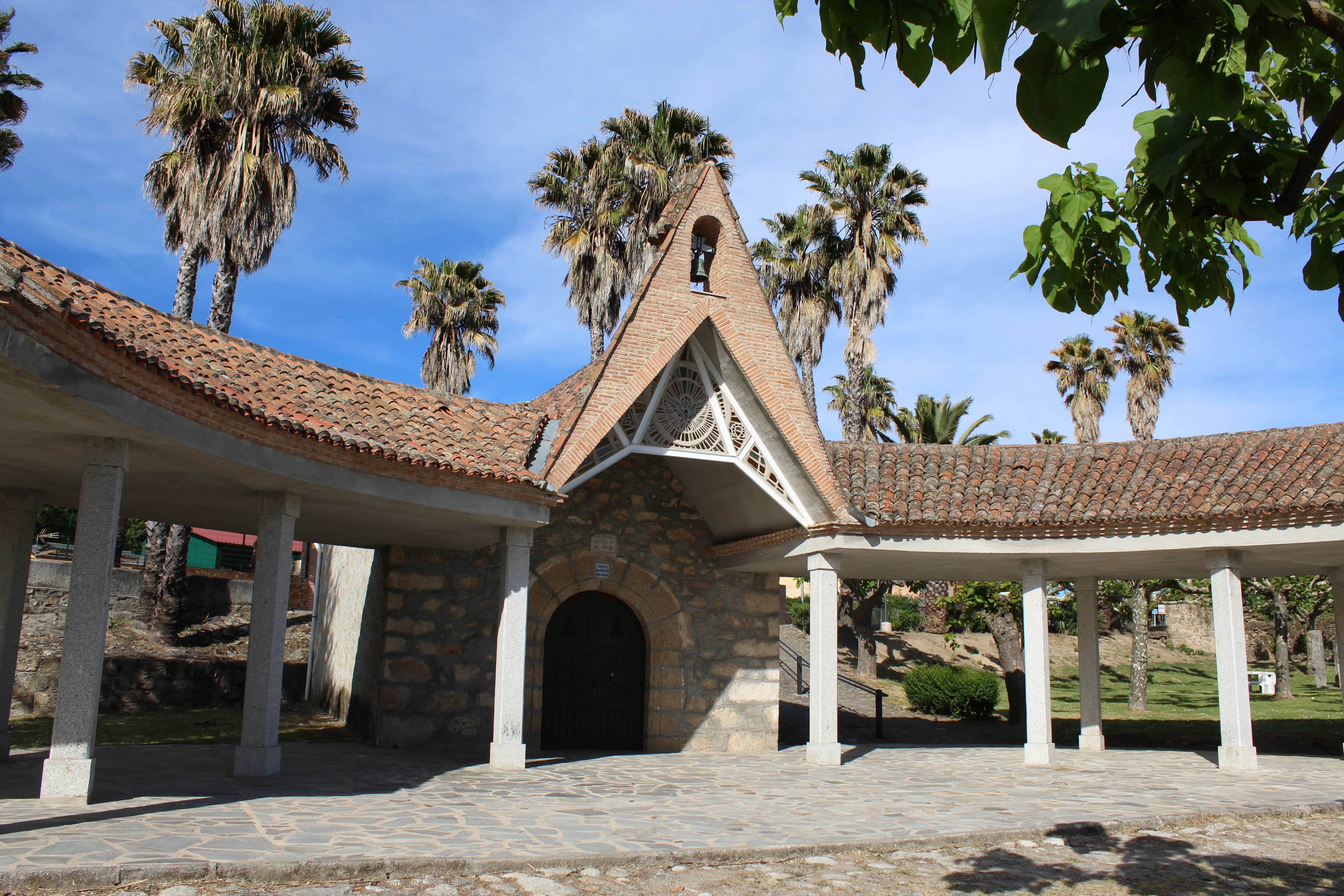
Ermita de la Virgen del Prado

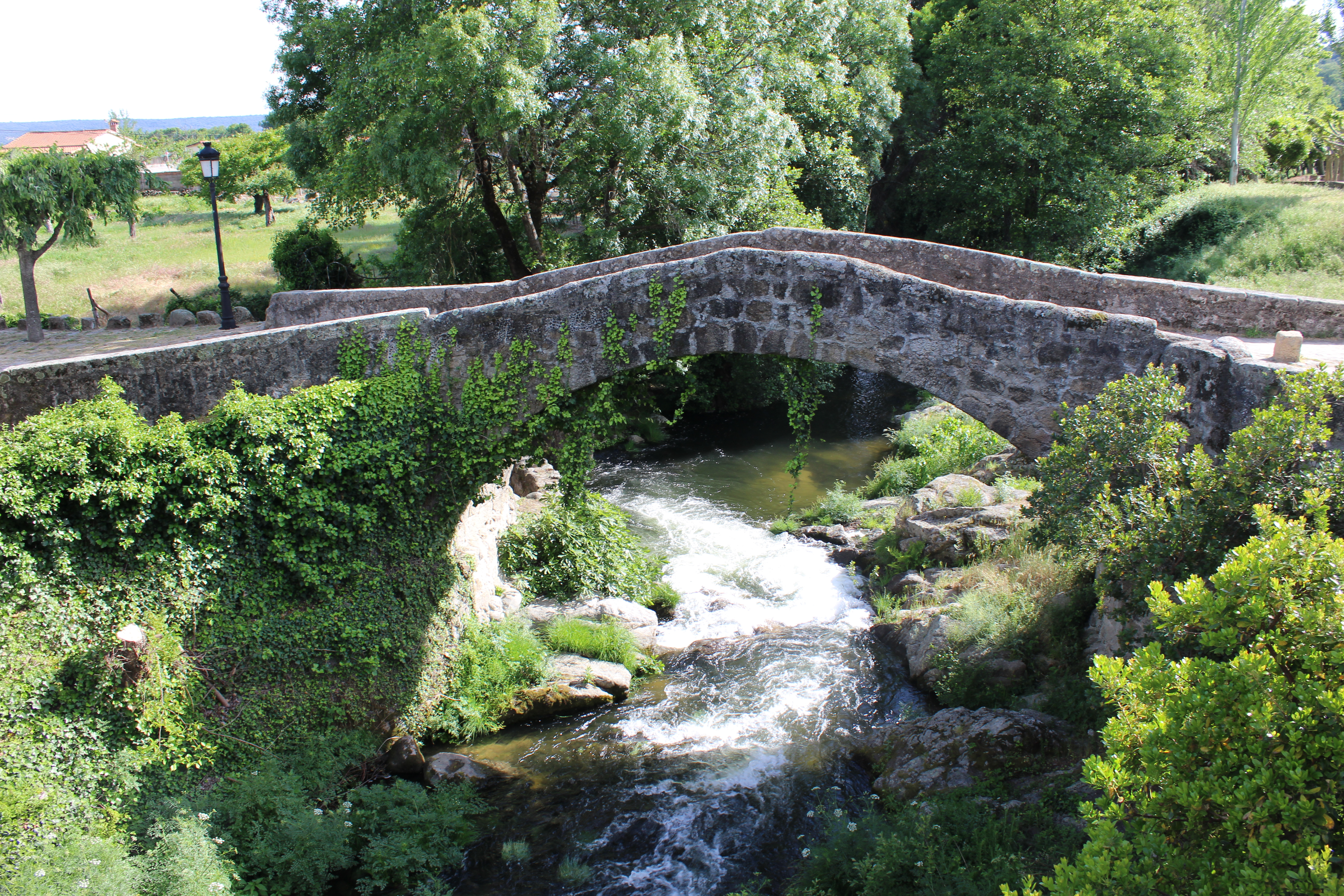
Puente viejo de origen románico

- Iglesia parroquial de San Juan Bautista[6] (siglo XVI). Cuenta con un retablo obra de Juan Frías y Pedro de Salamanca (Escuela de Berrugete) (siglo XVI).
- Puente románico.
- Ermita de Nuestra Señora del Prado.

## Cultura

### Fiestas
- San Sebastián: Tiene lugar el 20 de enero. La noche anterior se prende una hoguera. Antiguamente se hacía con romero —recogido en las cercanías del pueblo— y los barrios rivalizaban por hacer la hoguera más grande. Los más valientes se atreven a saltar por encima.
- San Blas: Tiene lugar los días 2 y 3 de febrero. En esta fiesta realiza la procesión del Vítor en honor de San Blas, patrón de la localidad.
- El Cristo: Romería que se celebra entre los pueblos de Lanzahíta y Hontanares en honor del Cristo de la Luz de Hontanares. Declarada de interés turístico regional por la Junta de Castilla y León en 2001. En ella se rememora la aparición a unos pastores de Lanzahíta del Cristo de la Luz en las orillas del río Tiétar junto a la población de Hontanares. Tras varios intentos de mantener el Cristo en la iglesia parroquial de Lanzahíta, siempre desaparecía y volvía a aparecer en el mismo lugar de Hontanares. Finalmente se decidió que su ubicación final fuera en Hontanares y una vez al año ir a visitar al Cristo en romería llevándole el cirio pascual desde Lanzahíta. En la actualidad se ha convertido en una fiesta de creciente interés turístico en la que cada año aumenta el número de turistas. Se celebra diez días después de la Ascensión.
- Fiestas de Verano: Fiestas populares del verano, se celebran el primer fin de semana de agosto.
- Virgen del Prado: Fiestas en honor de la virgen patrona de la localidad, la Virgen del Prado, del 7 al 12 de septiembre.
- La Moragá: Tradición popular del otoño; se celebra para Los Santos (1 de noviembre). La gente se reúne para comer frutos típicos de temporada como calvotes (castañas asadas), granadas, nueces o higos pasados.

### Gastronomía
- Tortilla de tarallos: espárrago silvestre que crece en los alrededores de la localidad en los meses de la primavera. Se preparan haciendo un sofrito con cebolla, miga de pan —para quitarle el amargor— y tacos de tocino y todo ello se envuelve en huevos haciendo una tortilla.